# Hồ Dobczyce
Hồ Dobczyce (tiếng Ba Lan: Jezioro Dobczyckie) là một hồ nhân tạo, được xây dựng vào năm 1985 - 1987. Nó nằm ở phía nam Ba Lan (Lesser Ba Lan Voivodeship), ba mươi km về phía nam của Kraków. Hồ nằm giữa đảo Beskids và Wieliczka Foothills, được xây dựng để điều chỉnh dòng sông Raba giữa các thị trấn Dobczyce và thị trấn Myślenice. Đập sông Raba có chiều dài 617 mét, và chiều cao 30 mét.
Quyết định xây dựng con đập và hồ được đưa ra vào năm 1970. Trong những năm sau đó, 70 hecta rừng ở khu vực đóđã bị đốn hạ, và các ngôi làng, trường học, thực vật và nghĩa trang đã được chuyển từ thung lũng. Với việc hoàn thành đập và hồ, vấn đề ngập lụt thường xuyên của thung lũng Raba đã được giải quyết. Hồ Dobczyce cung cấp nước cho thành phố Kraków, nó cũng có một nhà máy thủy điện được xây dựng. Do một vị trí đẹp như tranh vẽ, hồ rất phổ biến đối với người dân thành phố, những người tận dụng lợi thế của những con đường mòn đi bộ và xe đạp. Hơn nữa, đây là nơi làm tổ của một số loài chim sống dưới nước.

## liên kết ngoài
- Điểm du lịch tại hồ Dobczyce Lưu trữ ngày 10 tháng 8 năm 2017 tại Wayback Machine